# Frank Mancuso junior
Frank Mancuso junior (* 9. Oktober 1958 in Buffalo, New York) ist ein US-amerikanischer Filmproduzent.

## Leben
Mancuso wurde als Sohn von Frank Mancuso, Sr. geboren, der in führenden Positionen bei Paramount Pictures und MGM tätig war. Mancuso selbst begann seine Laufbahn im Filmgeschäft zu Beginn der 1980er Jahre zunächst als Produzent von Horrorfilmen. Er produzierte mehrere Teile der Freitag der 13.-Filmreihe sowie gelegentlich einige Komödien wie Hochzeit mit Hindernissen (1983). Am Ende des Jahrzehnts wandte er sich dem Fernsehen zu und war als Executive Producer an den Serien Erben des Fluchs (1987–1990) und der kurzlebigen Produktion Krieg der Welten beteiligt. Bei letzterer war er für die Produktion der zweiten Staffel verantwortlich, deren Originaltitel in War of the Worlds: The Second Invasion umgewandelt wurde.
Auch in den kommenden Jahrzehnten blieb er dem Horrorgenre treu, produzierte aber auch Actionfilme sowie einige Science-Fiction-Filme, die allerdings durchaus mit Elementen des Horror durchsetzt sind.

## Filmografie (Auswahl)
Als Produzent
- 1981: Freitag der 13. – Jason kehrt zurück (Friday the 13th Part 2)
- 1982: Und wieder ist Freitag der 13. (Friday the 13th Part 3: 3D)
- 1983: Hochzeit mit Hindernissen (The Man Who Wasn't There)
- 1984: Freitag der 13. – Das letzte Kapitel (Friday the 13th: The Final Chapter)
- 1986: Die Horror-Party (April Fool’s Day)
- 1987: Highlife am Strand (Back to the Beach)
- 1988: The Last Song
- 1990: Internal Affairs – Trau’ ihm, er ist ein Cop (Internal Affairs)
- 1991: Body Parts
- 1991: Na typisch! (He Said, She Said)
- 1992: Cool World
- 1996: Fled – Flucht nach Plan (Fled)
- 1997: Harlem, N.Y.C. – Der Preis der Macht (Hoodlum)
- 1998: Species II
- 1998: Ronin
- 1999: Stigmata
- 2007: Ich weiß, wer mich getötet hat (I Know Who Killed Me)
- 2007: Species IV – Das Erwachen (Species: The Awakening)
- 2008: April, April – Tote scherzen nicht (April Fool's Day)

Als Executive Producer
- 1985: Freitag der 13. – Ein neuer Anfang (Friday the 13th: A New Beginning)
- 1987–1990: Erben des Fluchs (Friday the 13th: The Series, Fernsehserie)
- 1988: Freitag der 13. Teil VII – Jason im Blutrausch (Friday the 13th Part VII: The New Blood)
- 1989–1990: Krieg der Welten (War of the Worlds, Fernsehserie)
- 2004: Species III
- 2011: Restless